# 480p
480p — короткое обозначение разрешающей способности (разрешение) дисплеев и видеостандартов. Буква «p» означает прогрессивную развёртку (англ. progressive scan), в противоположность чересстрочной (которая, в свою очередь, обозначается буквой «i» — англ. interlaced). Число 480 обозначает вертикальное разрешение дисплея, то есть 480 горизонтальных строк развёртки.
При соотношении сторон экрана (англ. aspect ratio), равных 4:3, стандарт 480p подразумевает разрешение 640x480 пикселей. При соотношении сторон, равных 16:9, стандарт 480p подразумевает разрешение 854x480 пикселей.
При стандарте 480p частота кадров обычно равна 30 или 60 кадрам в секунду и может быть явно указана сразу после буквы «p». Например, обозначение 480p60 подразумевает 60 кадров в секунду. Стандарт 480p использовался во многих ранних плазменных телевизорах.
480p не причисляется к телевидению высокой чёткости (HDTV); он рассматривается как телевидение повышенной чёткости (англ. Enhanced-definition television).

## 480p24 и 480p30
Стандарт цифрового телевидения ATSC определяет 480p и как 704x480 пикселей (в случае, если пиксели неквадратные), и как 640x480 (в случае, если пиксели квадратные). Допускаются такие значения частоты кадров: 24, 30 или 60 прогрессивных кадров в секунду. При соотношении сторон в 16:9 480p определяется как 720x480 пикселей с использованием неквадратных анаморфированных пикселей.
И 480p24, и 480p30 наиболее распространены в странах, которые используют систему NTSC. К этим странам относятся США и Япония.

## 480p60 (480p59.94)
С удвоенным временным разрешением 480p60 рассматривается как EDTV. Он может быть преобразован в форматы ATSC и DVB.
SMPTE 293M определяет стандарт 480p59.94 с двойной интенсивностью потока данных Rec. 601 и с использованием 720x480 эффективных пикселей. ITU-R Rec. 601 является спецификацией для компонентного цифрового чересстрочного видео (480i), которое наиболее часто используется в телевидении стандартной чёткости.